# 新松浦駅
新松浦駅（しんしょうほえき）とは、中華人民共和国黒竜江省ハルビン市松北区に位置する浜北線の駅。

## 歴史
- 1933年　開業。

## 隣の駅
中華人民共和国鉄道部
浜北線
江南駅 - 新松浦駅 - 北松浦駅